# Национальная библиотека Восточного Тимора
Национальная библиотека Восточного Тимора (порт. Biblioteca Nacional de Timor-Leste, тетум Biblioteka Nasionál no Arkivu Timor-Leste nian) — строящаяся публичная библиотека в Дили, столице Восточного Тимора. 

## История
Библиотека была основана в 2009 году указом №24/2009. 
Цели создания Национальной библиотеки Восточного Тимора:
- сбор, обработка и сохранение тиморского документального культурного наследия;
- обмен информацией с национальными библиотеками других государств мира;
- централизация работы публичных библиотек Восточного Тимора[2].

В настоящее время в центре Дили строится здание библиотеки, проектирование которого было завершено в 2015 году. Первый камень здания был торжественно заложен в августе 2017 года, также был подписан договор о сотрудничестве с Национальной библиотекой Португалии.  Предполагалось, что строительство будет окончено в 2019 году.

## Фонд
Первые 2500 изданий на португальском языке были подарены государственным издательством Португалии Imprensa Nacional — Casa da Moeda.Согласно отчёту ЮНЕСКО, в конце 2017 года фонд Национальной библиотеки Восточного Тимора составлял около 8000 книг, написанных на португальском, индонезийском, языке тетум и других местных языках. Книги хранилась в складском помещении с высокой влажностью, не оцифровывались, а население не имело доступа к фондам библиотеки.